# LaLa
LaLa es una revista antológica mensual de manga shōjo publicada en Japón por la editorial Hakusensha, dirigida principalmente a chicas adolescentes. Es lanzada el día 24 de cada mes.
Comenzó a publicarse en 1976 como la revista hermana de Hana to Yume, pero gradualmente se convirtió en una revista independiente con su propia revista hermana LaLa DX. Ambos proyectos siguen vinculados ya que la editorial publica los mangas en formato tankōbon de Lala bajo la impresión de Hana to Yume Comics.
En 2019 se lanzaron en simultáneo las versiones en línea de LaLa, Hana to Yume yYoung Animal, todas publicaciones de Hakusensha.